# برلین (مریلند)
برلین (به انگلیسی: Berlin) شهری در ایالت مریلند کشور ایالات متحده آمریکا است که جمعیت آن در سرشماری سال ۲۰۱۰ میلادی، ۴٬۴۸۵ نفر بوده‌است.